# Pepe (pel·lícula de 2024)
Pepe és una pel·lícula dramàtica de 2024 escrita i dirigida per Nelson Carlo De Los Santos Arias. És protagonitzada per Jhon Narváez i Sor María Ríos, és la veu de Pepe, el primer i últim hipopòtam mort en Amèrica, que apareix com a fantasma i compte la seva història amb la poderosa tradició oral d'aquestes comunitats.
La pel·lícula és una coproducció internacional entre República Dominicana, Namíbia, Alemanya i França, i es va estrenar en el 74è Festival Internacional de Cinema de Berlín, on va competir per l'Os d'Or.

## Argument
Un jove hipopòtam, conegut pel nom de Pepe, que li van donar els mitjans de comunicació colombians, va ser assassinat a la selva de Colòmbia, però torna en forma de fantasma. És la veu d'un hipopòtam, o això diu. No té noció del temps, només d'un passat que li persegueix. "Aquest soroll és meu? Què és el que uso per a fer-ho?". L'animal està segur d'una cosa: ja no està viu. Va ser el primer i l'últim de la seva espècie sacrificat a Amèrica. Ens endinsem en un món de moltes històries, cadascuna de les quals conté més històries en el seu interior. Amb serietat i humor, honestedat i engany, les imatges i els sons transmeten el poderós discurs de llocs on criatures com Pepe van perir sense arribar a comprendre la seva veritable situació.

## Repartiment
Com Pepe
- Jhon Narváez
- Fareed Matjila
- Harmonia Ahalwa
- Shifafure Faustino

Altres
- Sor María Ríos com Betania
- Jorge Puntillón García com Candelario
- Steven Alexander com Cocorico
- Nicolás Marín Caly com Ángel
- Wolfgang Fuhrmann com a Senyor Heribert (caçador)

## Producció
Pepe, és un hipopòtam que va ser traslladat de la seva terra natal a Àfrica a Colòmbia per a residir al zoo privat del narcotraficant Pablo Escobar. La història està "narrada" per l'animal. Carlo Chatrian, director artístic de la Berlinale, va qualificar la pel·lícula, dirigida pel dominicà Nelson Carlos De Los Santos Arias, de "mescla de gèneres i estils, la qual cosa la converteix en la més "inclassificable" de la selecció".
La pel·lícula compta amb el suport del World Cinema Fund, creat en 2004 per iniciativa de la Fundació Cultural Federal i la Berlinale, i és una de les dotze pel·lícules convidades a la Berlinale.
La pel·lícula es va rodar a Namíbia i Colòmbia.

## Recepció
En el lloc web de crítica Rotten Tomatoes, la pel·lícula té un índex d'aprovació del 83% basat en 6 crítiques, amb una qualificació mitjana de 8/10.